# Decatopecten radula
Pétoncle râpe
Espèce
Synonymes
- voir paragraphe #Synonymes

Decatopecten radula est un bivalve de la famille des pectinidés habitant les eaux peu profondes de la région indo-pacifique. Désigné sous l'appellation de pétoncle râpe dans les documents de la FAO, c'est une espèce d'assez grande taille susceptible d'être exploitée localement.

## Synonymes
- Chlamys radula (Linnaeus, 1758)
- Comptopallium radula (Linnaeus, 1758)
- Ostrea radula Linnaeus, 1758
- Pecten (Comptopallium) radula (Linnaeus, 1758)
- Pecten radula (Linnaeus, 1758)
- Semipallium radula (Linnaeus, 1758)

## Répartition géographique
La répartition du pétoncle râpe couvre une partie des océans Pacifique et Indien. Du nord au sud, elle s'étend du sud du Japon aux côtes septentrionales de l'Australie et à la Nouvelle-Calédonie, et d'ouest en est de l'Inde à la Mélanésie. Elle inclut notamment l'Indonésie, les Philippines, Vanuatu, les îles Salomon, Tonga et Samoa.